# Campeonato Paulista de Futebol de 2023 - Série A3
O Campeonato Paulista de Futebol da Série A3 de 2023, ou Paulistão A3 Sicredi 2023 por motivos de patrocínio, foi a 70.ª edição do campeonato equivalente ao terceiro nível do futebol paulista. Os dois mais bem colocados foram promovidos para a Série A2, enquanto os dois últimos foram rebaixados para a Série B. O campeonato adotará o VAR a partir da segunda fase.
Também marcou o retorno do Grêmio Prudente, que não disputava o campeonato desde 2009; o retorno da Itapirense, que não disputava o campeonato desde 2016; o retorno do Osasco Audax, que não disputava o campeonato desde 2019; e o retorno do Red Bull Brasil, que não disputava o campeonato desde 2010.
O Capivariano consagrou-se campeão da competição após vencer na final o São José-SP, após derrota no primeiro jogo por 1 a 0, o clube reverteu a vantagem e aplicou um 3 a 0 na Águia do Vale.

## Regulamento
Na primeira fase, as dezesseis equipes se enfrentaram em quinze rodadas e os dois últimos colocados caem para o Série B, enquanto os oito primeiros avançarão para a segunda fase. Na segunda fase os clubes são divididos em dois grupos de quatro, classificando-se os dois melhores de cada grupo. Nas semifinais o primeiro de um grupo enfrenta o segundo do outro em partidas de ida e volta, e os vencedores garantem o acesso à Série A2 de 2024.

### Critérios de desempate
Em caso de empate de pontos entre dois clubes, os critérios de desempates devem ser aplicados na seguinte ordem:
1. Número de vitórias
2. Saldo de gols
3. Gols marcados
4. Número de cartões vermelhos
5. Número de cartões amarelos
6. Sorteio público

## Equipes participantes
| Aumento | Equipes promovidas da Segunda Divisão de 2022 |
| Baixa   | Equipes rebaixadas da Série A2 de 2022        |

| Equipe                 | Cidade                | Em 2022  | Estádio                  | Capacidade | Títulos               |
| ---------------------- | --------------------- | -------- | ------------------------ | ---------- | --------------------- |
| Bandeirante            | Birigui               | 9º       | Pedro Marin Berbel       | 8 240      | 0 (não possui)        |
| Barretos               | Barretos              | 11º      | Fortaleza                | 13 007     | 0 (não possui)        |
| Capivariano            | Capivari              | 8º       | Arena Capivari           | 12 000     | 1 (1984)              |
| Desportivo Brasil      | Porto Feliz           | 13º      | Ernesto Rocco            | 5 000      | 0 (não possui)        |
| EC São Bernardo        | São Bernardo do Campo | 3º       | Primeiro de Maio         | 13 400     | 0 (não possui)        |
| Grêmio Prudente        | Presidente Prudente   | 1º (SD)  | Pudentão                 | 45 954     | 0 (não possui)        |
| Itapirense             | Itapira               | 2º (SD)  | Coronel Francisco Vieira | 7 000      | 0 (não possui)        |
| Marília                | Marília               | 6º       | Bento de Abreu           | 15 010     | 0 (não possui)        |
| Matonense              | Matão                 | 10º      | Dr. Hudson Buck Ferreira | 12 010     | 1 (1996)              |
| Osasco Audax           | Osasco                | 15º (A2) | José Liberatti           | 17 430     | 1 (2019)              |
| Red Bull Bragantino II | Bragança Paulista     | 16º (A2) | Nabi Abi Chedid          | 13 212     | 1 (2010)              |
| Rio Preto              | São José do Rio Preto | 12º      | Anísio Haddad            | 14 126     | 2 (1963 e 1999)       |
| São José-SP            | São José dos Campos   | 5º       | Martins Pereira          | 16 500     | 1 (1965)              |
| Sertãozinho            | Sertãozinho           | 14º      | Fredericão               | 7 860      | 3 (1971, 2004 e 2016) |
| Suzano                 | Suzano                | 7º       | Suzanão                  | 3 445      | 0 (não possui)        |
| Votuporanguense        | Votuporanga           | 4º       | Plínio Marin             | 8 145      | 0 (não possui)        |

## Estádios
| Bandeirante | Barretos | Capivariano | Desportivo Brasil | EC São Bernardo | Grêmio Prudente    |
| --- | --- | --- | --- | --- | ------------------ |
| Pedro Marin Berbel | Fortaleza | Arena Capivari | Ernesto Rocco | Primeiro de Maio | Prudentão          |
| Capacidade: 8 240 | Capacidade: 13 007 | Capacidade: 12 000 | Capacidade: 5 000 | Capacidade: 13 400 | Capacidade: 45 954 |
| | | | | |                    |
| Itapirense | \| Osasco Audax Bandeirante Barretos Capivariano Desportivo Brasil EC São Bernardo Grêmio Prudente Itapirense Marília Matonense Nacional-SP Red Bull Bragantino II São José-SP Sertãozinho Suzano VotuporanguenseLocalização das equipes participantes da Série A3 de 2023. \| | \| Osasco Audax Bandeirante Barretos Capivariano Desportivo Brasil EC São Bernardo Grêmio Prudente Itapirense Marília Matonense Nacional-SP Red Bull Bragantino II São José-SP Sertãozinho Suzano VotuporanguenseLocalização das equipes participantes da Série A3 de 2023. \| | \| Osasco Audax Bandeirante Barretos Capivariano Desportivo Brasil EC São Bernardo Grêmio Prudente Itapirense Marília Matonense Nacional-SP Red Bull Bragantino II São José-SP Sertãozinho Suzano VotuporanguenseLocalização das equipes participantes da Série A3 de 2023. \| | \| Osasco Audax Bandeirante Barretos Capivariano Desportivo Brasil EC São Bernardo Grêmio Prudente Itapirense Marília Matonense Nacional-SP Red Bull Bragantino II São José-SP Sertãozinho Suzano VotuporanguenseLocalização das equipes participantes da Série A3 de 2023. \| | Marília            |
| Chico Vieira | \| Osasco Audax Bandeirante Barretos Capivariano Desportivo Brasil EC São Bernardo Grêmio Prudente Itapirense Marília Matonense Nacional-SP Red Bull Bragantino II São José-SP Sertãozinho Suzano VotuporanguenseLocalização das equipes participantes da Série A3 de 2023. \| | \| Osasco Audax Bandeirante Barretos Capivariano Desportivo Brasil EC São Bernardo Grêmio Prudente Itapirense Marília Matonense Nacional-SP Red Bull Bragantino II São José-SP Sertãozinho Suzano VotuporanguenseLocalização das equipes participantes da Série A3 de 2023. \| | \| Osasco Audax Bandeirante Barretos Capivariano Desportivo Brasil EC São Bernardo Grêmio Prudente Itapirense Marília Matonense Nacional-SP Red Bull Bragantino II São José-SP Sertãozinho Suzano VotuporanguenseLocalização das equipes participantes da Série A3 de 2023. \| | \| Osasco Audax Bandeirante Barretos Capivariano Desportivo Brasil EC São Bernardo Grêmio Prudente Itapirense Marília Matonense Nacional-SP Red Bull Bragantino II São José-SP Sertãozinho Suzano VotuporanguenseLocalização das equipes participantes da Série A3 de 2023. \| | Bento de Abreu     |
| Capacidade: 7 000 | \| Osasco Audax Bandeirante Barretos Capivariano Desportivo Brasil EC São Bernardo Grêmio Prudente Itapirense Marília Matonense Nacional-SP Red Bull Bragantino II São José-SP Sertãozinho Suzano VotuporanguenseLocalização das equipes participantes da Série A3 de 2023. \| | \| Osasco Audax Bandeirante Barretos Capivariano Desportivo Brasil EC São Bernardo Grêmio Prudente Itapirense Marília Matonense Nacional-SP Red Bull Bragantino II São José-SP Sertãozinho Suzano VotuporanguenseLocalização das equipes participantes da Série A3 de 2023. \| | \| Osasco Audax Bandeirante Barretos Capivariano Desportivo Brasil EC São Bernardo Grêmio Prudente Itapirense Marília Matonense Nacional-SP Red Bull Bragantino II São José-SP Sertãozinho Suzano VotuporanguenseLocalização das equipes participantes da Série A3 de 2023. \| | \| Osasco Audax Bandeirante Barretos Capivariano Desportivo Brasil EC São Bernardo Grêmio Prudente Itapirense Marília Matonense Nacional-SP Red Bull Bragantino II São José-SP Sertãozinho Suzano VotuporanguenseLocalização das equipes participantes da Série A3 de 2023. \| | Capacidade: 15 010 |
| | \| Osasco Audax Bandeirante Barretos Capivariano Desportivo Brasil EC São Bernardo Grêmio Prudente Itapirense Marília Matonense Nacional-SP Red Bull Bragantino II São José-SP Sertãozinho Suzano VotuporanguenseLocalização das equipes participantes da Série A3 de 2023. \| | \| Osasco Audax Bandeirante Barretos Capivariano Desportivo Brasil EC São Bernardo Grêmio Prudente Itapirense Marília Matonense Nacional-SP Red Bull Bragantino II São José-SP Sertãozinho Suzano VotuporanguenseLocalização das equipes participantes da Série A3 de 2023. \| | \| Osasco Audax Bandeirante Barretos Capivariano Desportivo Brasil EC São Bernardo Grêmio Prudente Itapirense Marília Matonense Nacional-SP Red Bull Bragantino II São José-SP Sertãozinho Suzano VotuporanguenseLocalização das equipes participantes da Série A3 de 2023. \| | \| Osasco Audax Bandeirante Barretos Capivariano Desportivo Brasil EC São Bernardo Grêmio Prudente Itapirense Marília Matonense Nacional-SP Red Bull Bragantino II São José-SP Sertãozinho Suzano VotuporanguenseLocalização das equipes participantes da Série A3 de 2023. \| |                    |
| Matonense | \| Osasco Audax Bandeirante Barretos Capivariano Desportivo Brasil EC São Bernardo Grêmio Prudente Itapirense Marília Matonense Nacional-SP Red Bull Bragantino II São José-SP Sertãozinho Suzano VotuporanguenseLocalização das equipes participantes da Série A3 de 2023. \| | \| Osasco Audax Bandeirante Barretos Capivariano Desportivo Brasil EC São Bernardo Grêmio Prudente Itapirense Marília Matonense Nacional-SP Red Bull Bragantino II São José-SP Sertãozinho Suzano VotuporanguenseLocalização das equipes participantes da Série A3 de 2023. \| | \| Osasco Audax Bandeirante Barretos Capivariano Desportivo Brasil EC São Bernardo Grêmio Prudente Itapirense Marília Matonense Nacional-SP Red Bull Bragantino II São José-SP Sertãozinho Suzano VotuporanguenseLocalização das equipes participantes da Série A3 de 2023. \| | \| Osasco Audax Bandeirante Barretos Capivariano Desportivo Brasil EC São Bernardo Grêmio Prudente Itapirense Marília Matonense Nacional-SP Red Bull Bragantino II São José-SP Sertãozinho Suzano VotuporanguenseLocalização das equipes participantes da Série A3 de 2023. \| | Osasco Audax       |
| Hudson Buck Ferreira | \| Osasco Audax Bandeirante Barretos Capivariano Desportivo Brasil EC São Bernardo Grêmio Prudente Itapirense Marília Matonense Nacional-SP Red Bull Bragantino II São José-SP Sertãozinho Suzano VotuporanguenseLocalização das equipes participantes da Série A3 de 2023. \| | \| Osasco Audax Bandeirante Barretos Capivariano Desportivo Brasil EC São Bernardo Grêmio Prudente Itapirense Marília Matonense Nacional-SP Red Bull Bragantino II São José-SP Sertãozinho Suzano VotuporanguenseLocalização das equipes participantes da Série A3 de 2023. \| | \| Osasco Audax Bandeirante Barretos Capivariano Desportivo Brasil EC São Bernardo Grêmio Prudente Itapirense Marília Matonense Nacional-SP Red Bull Bragantino II São José-SP Sertãozinho Suzano VotuporanguenseLocalização das equipes participantes da Série A3 de 2023. \| | \| Osasco Audax Bandeirante Barretos Capivariano Desportivo Brasil EC São Bernardo Grêmio Prudente Itapirense Marília Matonense Nacional-SP Red Bull Bragantino II São José-SP Sertãozinho Suzano VotuporanguenseLocalização das equipes participantes da Série A3 de 2023. \| | José Liberatti     |
| Capacidade: 12 010 | \| Osasco Audax Bandeirante Barretos Capivariano Desportivo Brasil EC São Bernardo Grêmio Prudente Itapirense Marília Matonense Nacional-SP Red Bull Bragantino II São José-SP Sertãozinho Suzano VotuporanguenseLocalização das equipes participantes da Série A3 de 2023. \| | \| Osasco Audax Bandeirante Barretos Capivariano Desportivo Brasil EC São Bernardo Grêmio Prudente Itapirense Marília Matonense Nacional-SP Red Bull Bragantino II São José-SP Sertãozinho Suzano VotuporanguenseLocalização das equipes participantes da Série A3 de 2023. \| | \| Osasco Audax Bandeirante Barretos Capivariano Desportivo Brasil EC São Bernardo Grêmio Prudente Itapirense Marília Matonense Nacional-SP Red Bull Bragantino II São José-SP Sertãozinho Suzano VotuporanguenseLocalização das equipes participantes da Série A3 de 2023. \| | \| Osasco Audax Bandeirante Barretos Capivariano Desportivo Brasil EC São Bernardo Grêmio Prudente Itapirense Marília Matonense Nacional-SP Red Bull Bragantino II São José-SP Sertãozinho Suzano VotuporanguenseLocalização das equipes participantes da Série A3 de 2023. \| | Capacidade: 17 430 |
| | \| Osasco Audax Bandeirante Barretos Capivariano Desportivo Brasil EC São Bernardo Grêmio Prudente Itapirense Marília Matonense Nacional-SP Red Bull Bragantino II São José-SP Sertãozinho Suzano VotuporanguenseLocalização das equipes participantes da Série A3 de 2023. \| | \| Osasco Audax Bandeirante Barretos Capivariano Desportivo Brasil EC São Bernardo Grêmio Prudente Itapirense Marília Matonense Nacional-SP Red Bull Bragantino II São José-SP Sertãozinho Suzano VotuporanguenseLocalização das equipes participantes da Série A3 de 2023. \| | \| Osasco Audax Bandeirante Barretos Capivariano Desportivo Brasil EC São Bernardo Grêmio Prudente Itapirense Marília Matonense Nacional-SP Red Bull Bragantino II São José-SP Sertãozinho Suzano VotuporanguenseLocalização das equipes participantes da Série A3 de 2023. \| | \| Osasco Audax Bandeirante Barretos Capivariano Desportivo Brasil EC São Bernardo Grêmio Prudente Itapirense Marília Matonense Nacional-SP Red Bull Bragantino II São José-SP Sertãozinho Suzano VotuporanguenseLocalização das equipes participantes da Série A3 de 2023. \| |                    |
| Red Bull Bragantino II | Rio Preto | São José-SP | Sertãozinho | Suzano | Votuporanguense    |
| Nabi Abi Chedid | Anísio Haddad | Martins Pereira | Frederico Dalmaso | Suzanão | Plínio Marin       |
| Capacidade: 13 212 | Capacidade: 14 126 | Capacidade: 16 500 | Capacidade: 7 860 | Capacidade: 3 445 | Capacidade: 8 145  |
| | | | | |                    |
| Osasco Audax Bandeirante Barretos Capivariano Desportivo Brasil EC São Bernardo Grêmio Prudente Itapirense Marília Matonense Nacional-SP Red Bull Bragantino II São José-SP Sertãozinho Suzano VotuporanguenseLocalização das equipes participantes da Série A3 de 2023. | | | | |                    |

## Segunda fase

### Grupo 2
|  |                                    |
|  | Classificados para a terceira fase |

## Terceira fase
- Em itálico, as equipes que possuem o mando de campo no primeiro jogo do confronto e em negrito as equipes classificadas.

|  | Semifinais      | Semifinais  | Semifinais | Semifinais |   |             | Final | Final | Final | Final |
|  |                 |             |            |            |   |             |       |       |       |       |
|  | Capivariano     | 3           | 1          | 4          |   |             |       |       |       |       |
|  | EC São Bernardo | 0           | 0          | 0          |   |             |       |       |       |       |
|  | EC São Bernardo | 0           | 0          | 0          |   | Capivariano | 0     | 3     | 3     |       |
|  |                 |             |            |            |   | Capivariano | 0     | 3     | 3     |       |
|  |                 | São José-SP | 1          | 0          | 1 |             |       |       |       |       |
|  | São José-SP     | São José-SP | 1          | 0          | 1 | 0           | 1     | 1     |       |       |
|  | São José-SP     |             |            |            |   | 0           | 1     | 1     |       |       |
|  | Grêmio Prudente | 0           | 0          | 0          |   |             |       |       |       |       |

| Aumento | Equipes promovidas à Série A2 de 2024 |

## Premiação
| Campeonato Paulista de 2023 - Série A3 |
| -------------------------------------- |
| Capivariano Campeão (2.º título)       |

## Estatísticas
Atualizado em 13 de maio de 2023

### Artilharia
| Gols[carece de fontes?] | Jogador        | Equipe                 |
| ----------------------- | -------------- | ---------------------- |
| 18                      | Vinícius Popó  | Capivariano            |
| 8                       | Alejandro      | Red Bull Bragantino II |
| 8                       | Batata         | Barretos               |
| 8                       | Guilherme      | Matonense              |
| 7                       | Bozó           | Grêmio Prudente        |
| 7                       | Erik           | Marília                |
| 6                       | Bruno Rafael   | Red Bull Bragantino II |
| 6                       | Gabriel Barcos | EC São Bernardo        |
| 6                       | Patrick        | União Suzano           |
| 6                       | Rafinha        | Capivariano            |

### Hat-trick
| Jogador       | Clube       | Adversário | Rod      | Ref   |
| ------------- | ----------- | ---------- | -------- | ----- |
| Vinicius Popó | Capivariano | Matonense  | 14ª (1F) | [ 6 ] |

## Seleção do Campeonato
Na Seleção do Campeonato, da Federação Paulista de Futebol, o campeão Capivariano dominou a lista, e dominou também as premiações individuais, com o atacante Vinícius Popó sendo eleito o Craque do Campeonato. Também houve uma homenagem ao técnico Ricardo Costa, do São José.
| Posição          | Jogador        | Clube           |
| ---------------- | -------------- | --------------- |
| Goleiro          | Anderson       | Capivariano     |
| Lateral-direito  | Hélder         | Grêmio Prudente |
| Zagueiro         | Eduardo Biazus | Grêmio Prudente |
| Zagueiro         | Leonan         | Capivariano     |
| Lateral-esquerdo | Heitor Roca    | Marília         |
| Meia             | Pedrinho       | São José-SP     |
| Meia             | Chagas         | Itapirense      |
| Meia             | Rafinha        | Capivariano     |
| Meia             | João Gabriel   | Matonense       |
| Atacante         | Wandson        | Grêmio Prudente |
| Atacante         | Vinícius Popó  | Capivariano     |
| Técnico          | Elio Sizenando | Capivariano     |

Premiações individuais
- Craque do Campeonato: Vinícius Popó (Capivariano)
- Artilheiro: Vinícius Popó (Capivariano)
- Revelação: Rafinha (Capivariano)
- Prêmio de Honra: Ricardo Costa (São José-SP)